# Шушары
Шуша́ры (фин. Suosaari) — посёлок, внутригородское муниципальное образование в составе Пушкинского района города федерального значения Санкт-Петербурга. По площади и населению превосходит районный центр город Пушкин.

## Этимология
Название Шушары происходит от фин. Suosaari — остров среди болота (suo — болото, saari — остров) или карел. šuo — болото, suari, šoari — остров.

## Географическое положение
Муниципальное образование расположено в северной части Пушкинского района Санкт-Петербурга, с запада и с севера граничит с Московским районом Санкт-Петербурга, с востока — с посёлком Петро-Славянка и городом Колпино, с юга — с Тосненским районом Ленинградской области, с юго-запада — с городами Павловском и Пушкином.

## История

### Деревня Шушары
Деревня Сусари (швед. Sousari) упоминается на «Генеральной карте провинции Ингерманландии» Эрика Белинга и Андерса Андерсина, созданной на основе землемерных, военно-топографических и гидрографических работ 1678—1688 годов в 1704 году. Во времена шведского владычества относилась к лютеранскому приходу Венйоки.
Как деревня Сусари она обозначена на «Географическом чертеже Ижорской земли» Адриана Шонбека 1705 года.
Как деревня Шушары упомянута на карте Ингерманландии А. Ростовцева 1727 года.
Поселение Шушары обозначено на карте Санкт-Петербургской губернии 1770 года, однако располагалось оно на месте современного совхоза Ленсоветовский, то есть при пересечении реки Кузьминки и идущей от Средней Рогатки Московской дороги.

ШУШАРЫ — деревня, принадлежит ведомству Царскосельского дворцового правления, число жителей по ревизии: 160 м. п., 151 ж. п. (1838 год)
В 1838 году была открыта железнодорожная станция Шушары.
В пояснительном тексте к этнографической карте Санкт-Петербургской губернии П. И. Кёппена 1849 года записаны две смежные деревни Шушары:
- Suonsaari (Шушары), количество жителей на 1848 год: савакотов — 132 м. п., 127 ж. п., всего 259 человек
- Pitkälä (Шушары), количество жителей на 1848 год: савакотов — 20 м. п., 23 ж. п., всего 43 человека. Деревни относились к лютеранскому приходу Венйоки[15].

ШУШАРЫ — деревня Царскосельского дворцового правления, по просёлочной дороге, число дворов — 50, число душ — 171 м. п. (1856 год)

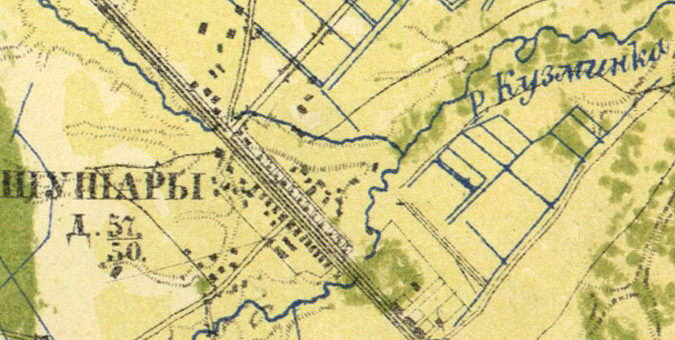
План деревни Шушары (совр. Ленсоветовский). 1860 год

ШУШАРЫ — деревня удельная при речке Кузьминке, число дворов — 50, число жителей: 194 м. п., 191 ж. п. (1862 год)
Сборник Центрального статистического комитета описывал деревню так:

ШУШАРЫ — деревня бывшая удельная при речке Кузьминке, дворов — 55, жителей — 410; школа, 2 лавки. (1885 год)

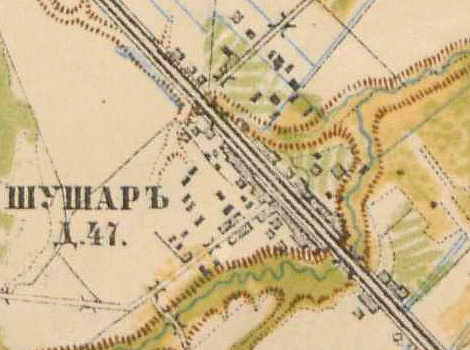
План деревни Шушары (совр. Ленсоветовский). 1885 год

Согласно «Карте окрестностей Санкт-Петербурга» 1885 года деревня называлась Шушар и состояла из 47 крестьянских дворов.
В конце XIX — начале XX века она административно относилась к 1-му стану Царскосельского уезда Санкт-Петербургской губернии. По приходским данным население деревни было исключительно финским.
С 1917 по 1920 год деревня Шушары находилась в составе Шушарского сельсовета Кошелевской волости Детскосельского уезда.
С 1920 года — в составе Пулковской волости.
С 1923 года — в составе Троцкого уезда.
В 1926 году был образован Шушарский финский национальный сельсовет, в 1934 году объединённый с Московско-Славянским, но сохранившим национальный статус до 1939 года. Согласно данным переписи населения СССР 1926 года в деревне Шушары проживали 503 человека — большинство финны, а также русские.
С февраля 1927 года — в составе Детскосельской волости. С августа 1927 года — в составе Детскосельского района.
С 1930 года — в составе Ленинградского Пригородного района.
В 1932 году в Шушарском национальном сельсовете насчитывалось: «Всего дворов — 257 с населением 1196 жителей. Русских — 30 дворов с населением 143 человека. Финнов — 227 дворов с населением 1053 человека»
По данным 1933 года деревня Шушары являлась административным центром Шушарского финского национального сельсовета Ленинградского Пригородного района Ленинградской области, в который входили пять населённых пунктов: деревни Большие Гарры, Малые Гарры, Николаевская, Суссары, Шушары с общим населением 1664 человека.
В 1934 году Шушарский национальный финский сельсовет вошёл в состав Московско-Славянского национального финского сельсовета, сохранявшего свой статус до 1939 года.
С 1936 года — в составе Слуцкого района Ленинградской области.
В 1939 году в деревне родился поэт и переводчик Роберт Винонен.

План деревни Шушары. 1941 год

Согласно топографической карте РККА 1941 года деревня насчитывала 112 дворов.
В 1950 году население деревни составляло 115 человек.
С 1953 года — в составе Пушкинского района Ленинграда.

### Посёлок Шушары
История современного посёлка Шушары связана с железнодорожной станцией, которая до этого имела названия «Средний полустанок», «Московское шоссе», «Средняя платформа», а в 1931 году была переименована в Шушары. Старые Шушары на реке Кузьминке после Великой Отечественной войны не сохранились, так как находились вблизи линии фронта, и все дома были разрушены. В 1968 году на их месте был образован совхоз «Ленсоветовский».
В 1958 году Шушары получили статус посёлка городского типа.
В 1997 году в состав посёлка была включена территория, принадлежавшая совхозам «Шушары», «Детскосельский» и «Ленсоветовский», с несколькими населенными пунктами, включая «Пулковское отделение совхоза Шушары». Жилая и промышленная застройка привела к появлению большого числа новых топонимов. Кроме того в этом же году согласно закону Санкт-Петербурга от 23 июня 1997 года № 112-36 посёлок городского типа «Шушары» утратил статус самостоятельного населённого пункта и вошёл в состав города федерального значения Санкт-Петербург, став его территориальной единицей в составе Пушкинского района Санкт-Петербурга.
В 2006 году согласно закону «Об общих принципах организации местного самоуправления в Российской федерации» на основе этой территориальной единицы было создано внутригородское муниципальное образование (внутригородская территория города федерального значения) посёлок Шушары. В период с 2007 по 2009 год в промзоне посёлка открыты автомобильные заводы компаний Toyota, General Motors и Suzuki. В 2009 году для православных жителей посёлка завершено строительство храмового комплекса, в который входят храм Воскресения Христова, храм-часовня Ксении Петербургской и Церковный дом.
В 2019 году в промзоне посёлка Шушары открылась станция метро.

## Состав муниципального образования
Согласно «Реестру названий объектов городской среды» в редакции от февраля 2006 года посёлок Шушары делится на следующие исторические районы: Детскосельский, Новая Ижора, Нововесь, Пулковское, Славянка и территориальные зоны: Колпинская ферма, Ленсоветовский, отделение совхоза «Ленсоветовский», Московская Славянка.
В состав муниципального образования посёлка Шушары, согласно уставу МО в редакции от июля 2011 года, входили следующие населённые пункты: посёлок Шушары, посёлок Пулковское отделение «Шушары», посёлок Ленсоветовский и посёлок Детскосельский.
Согласно новой редакции устава от 23 апреля 2015 года, каких-либо отдельных населённых пунктов в границах внутригородского муниципального образования посёлок Шушары не выделяется.

## Население
| 1862     | 2002     | 2010     | 2012    | 2013    | 2014    |
| -------- | -------- | -------- | ------- | ------- | ------- |
| 385      | ↗15 843  | ↗22 652  | ↗23 369 | ↗32 110 | ↗43 430 |
| 2015     | 2016     | 2017     | 2018    | 2019    | 2020    |
| ↗49 820  | ↗55 321  | ↗66 334  | ↗77 068 | ↗84 979 | ↗92 116 |
| 2021     | 2023     | 2025     |         |         |         |
| ↗126 115 | ↗132 978 | ↗144 901 |         |         |         |

## Экономика и производство
Главные отрасли экономики — автомобильная промышленность, логистика, автосервис.
На промышленной площадке, расположенной в Шушарах, действуют автосборочные заводы:
- Toyota[48] (600 сотрудников[49]);
- General Motors[50] (сборка автомобилей Opel Astra[51] и Chevrolet Captiva) — в 2015 году General Motors законсервировала завод в Шушарах из-за международных санкций против России, в 2018 появились планы по возобновлению производства, которые не были поддержаны властями Петербурга[52];
- автосборочный завод Suzuki[53]; в конце 2008 года руководители компании объявили о том, что этот проект будет отложен или отменён в связи с мировым экономическим кризисом. В 2009 году Suzuki вернула властям города землю, выделенную под строительство предприятия.
- завод по выпуску автокомпонентов канадской компании Magna International[54];
- завод компании Foxconn, по производству компьютеров американского концерна Hewlett-Packard (HP)[55];
- Завод компании Coca-Cola HBC Eurasia на Пулковском шоссе 50[56]
- Завод компании Procter&Gamble на Пулковском шоссе 54[57]
- в ноябре 2010 года открыт автозавод шведского концерна Scania[58];
- 14 апреля 2011 года немецкий концерн MAN подписал соглашение с региональным правительством о размещении своего автозавода по производству грузовиков[59].

Весной 2011 года произведен запуск завода по производству телевизоров и плазменных панелей Тайваньской компании AOC International, под брендами TPV Technology и Philips.
В Шушарах расположен сухой порт — терминально-логистический центр компании Евросиб.
Также на территории поселка расположен сельскохозяйственный производственный кооператив «Шушары» — производитель овощей и мясо-молочной продукции.
На территории «Пушкинская ПМК-14» расположено предприятие «Торговый дом „Газонные травы“».

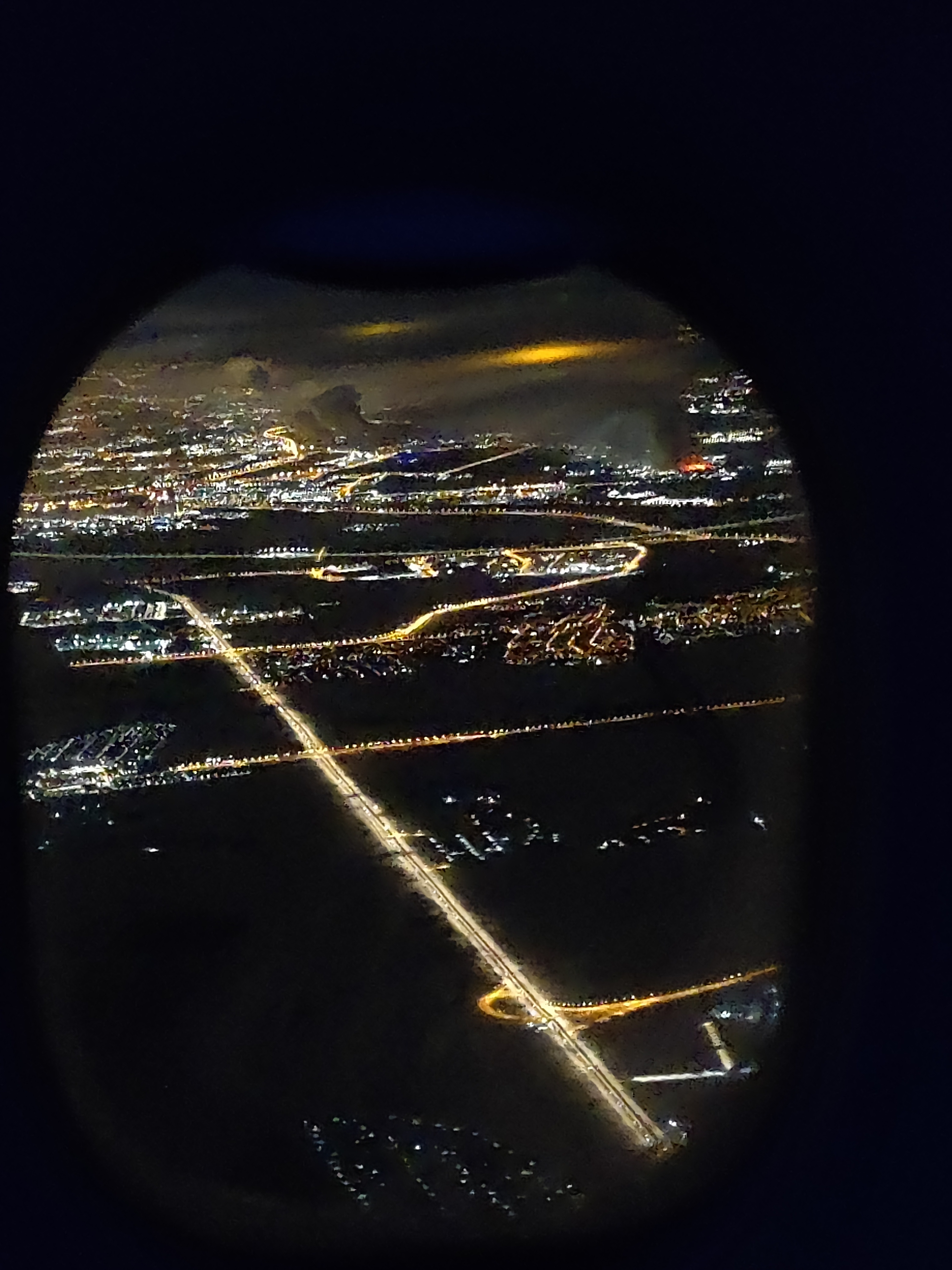
Пожар на складе Wildberries, вид с воздуха

Также здесь по адресу Московское шоссе, 153/2 располагался крупный склад компании Wildberries, площадью 70 тыс. м². 13 января 2024 года он дотла сгорел в результате сильного пожара.

## Инфраструктура
В посёлке расположена железнодорожная станция Шушары. Железнодорожная станция Шушары в 1910—1920-е годы носила наименование «Средняя платформа», первоначальное название «У Московского шоссе». Слово «средняя» указывает на то, что станция ранее была первым в России железнодорожным разъездом посередине первой в России железной дороги — Царскосельской.
На территории посёлка находятся школы № 93 и 459. Есть почта (196626) и отделение Сбербанка России.
Ведётся строительство в посёлке Шушары и посёлке Ленсоветовском, строятся многоэтажные многоквартирные дома, школы, планируется строительство детских садов. Готовы:
- микрорайон «Новая Ижора», на территории которого построено более 400 коттеджных домов, 2 детских сада и 1 школа;
- микрорайон «Славянка», на территории которого построено более 100 многоэтажных многоквартирных жилых домов, 3 школы, 7 детских садов[2].
- микрорайон «Пулковское», на территории которого в 2010-х годах началось строительство крупного проекта комплексного освоения территории «На Царскосельских холмах» и Экспофорума. Вся застройка, включающая социальную инфраструктуру и общественно-деловую зону, займет участок в 316 га, жилая малоэтажная застройка — 203,4 га[67].

На май 2017 года в районе уже построены ЖК «Образцовый квартал», ЖК «Пушгород» и ЖК «Царский двор». В стадии активного строительства — следующая очередь «Образцового квартала», ЖК «Трио», ЖК «ЭкспоГрад» и ЖК «Неоклассика». В стадии начального котлована — ещё три комплекса такие как вторая очередь ЖК «Неоклассика», ЖК «СолнцеPark», и третья очередь ЖК «Образцовый квартал». В стадии проектирования ЖК на Кокколевской (участок 572). 

## Экология
Развитие промышленности в Шушарах отрицательно сказывается на экологической обстановке. Такой же эффект даёт и близость к нескольким скоростным автотрассам, в первую очередь СПбКАД. Большие территории вдоль Московского шоссе, занятые автотранспортными предприятиями, загрязнены их отходами.

## Наука
В 1989—1995 годах в посёлке Шушары Академией менеджмента и агробизнеса СПбГАУ построена собственная материально-техническая и учебная база, включающая учебный корпус с общежитием гостиничного типа, автомобильный гараж, столовую, учебные аудитории и библиотеку.
С 2009 года в Шушарах находится Юридический институт Санкт-Петербургского университета технологий и экономики.

## Образование
С 2023 года в Шушарах функционирует филиал «Компьютерной Академии ТОП».

## Религия
- Православные храмы:
  - Церковь-часовня блаженной Ксении Петербургской[74][75]
  - Церковь Воскресения Христова[76][77]
  - Церковь святых апостолов Петра и Павла[78]
  - Церковь иконы Божией Матери «Скоропослушница» в Шушарах[79]

Изначально Шушарское кладбище было квакерским. Здесь захоронены родственники Дэниэля Уилера (миссионера-квакера, мелиоратора Шушар и района Охта, в честь которого назван Вилеровский переулок в Шушарах) и режиссёр Леонид Квинихидзе.

## Транспорт
- Станция метро  «Шушары» 5 линии[80] — находится в промзоне «Шушары» на значительном удалении от жилой части посёлка Шушары, жителям которой проще попадать к станции метро  «Купчино». Выбор такого названия стал объектом общественной критики[81].
- Витебский проспект позволяет попасть в Пушкин за 15 минут, минуя Пулковское шоссе[82] (однако в часы пик выезд в сторону Пушкина предваряется пробкой из поворачивающих в Шушары).
- В Шушарах находится большое количество транспортных компаний, стоянок для большегрузного транспорта и точек по продаже грузовиков, запчастей и сопутствующих товаров.
- Железнодорожная станция Шушары — станция Витебского хода Октябрьской железной дороги (ОЖД). Пассажиров обслуживает одноимённый остановочный пункт электропоездов, сама станция является крупной сортировочной станцией, второй по размерам на ОЖД, в составе которой есть логистический и таможенный терминал, пункт технического обслуживания локомотивов. Также к станции примыкает Паровозный Музей.
- Разъезд «Юный» Детской железной дороги.
- В 2019 году представлен проект частного трамвая между станцией метро «Купчино» и микрорайоном Славянка через жилую часть посёлка Шушары[83] Движение планировалось открыть осенью 2023 года[84].

## Фото

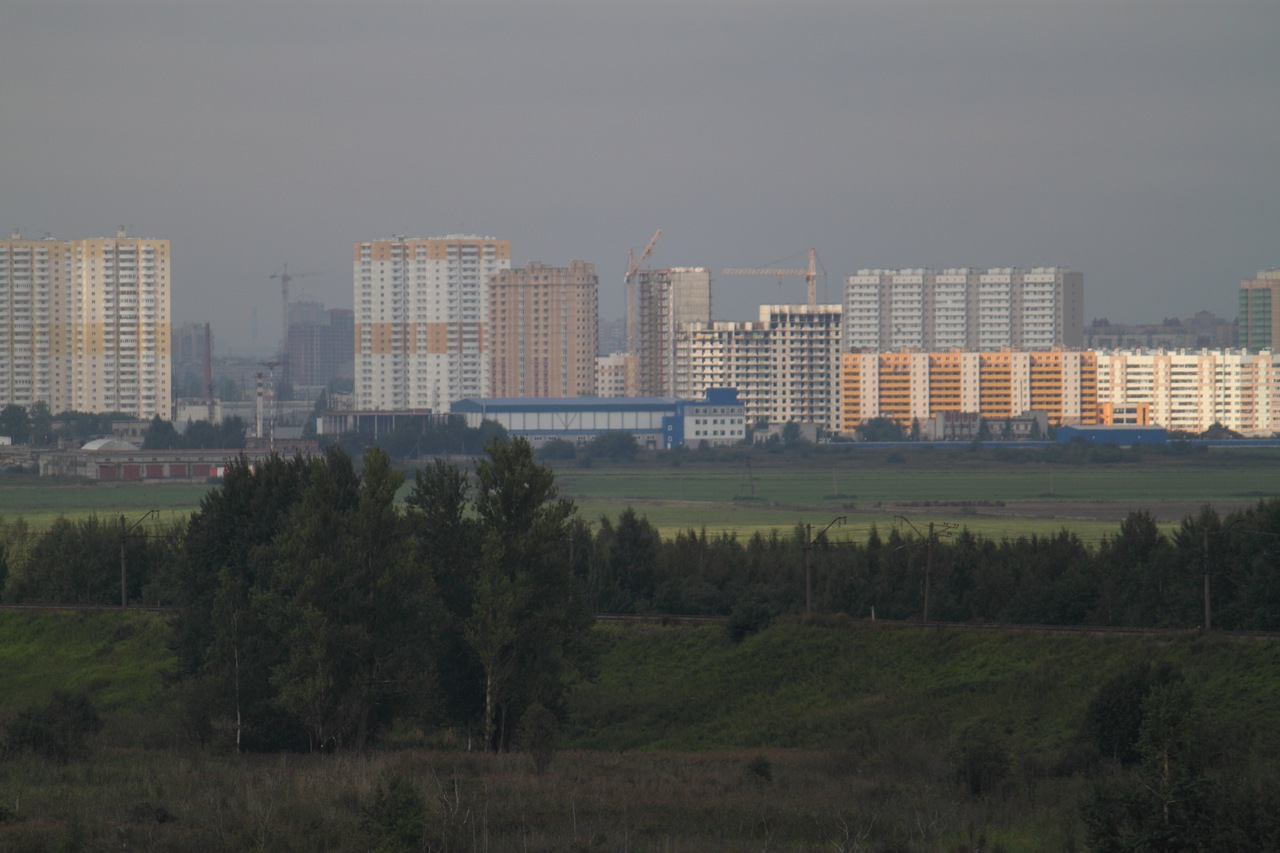
Шушары (вид с Пулковских высот). 2011 год
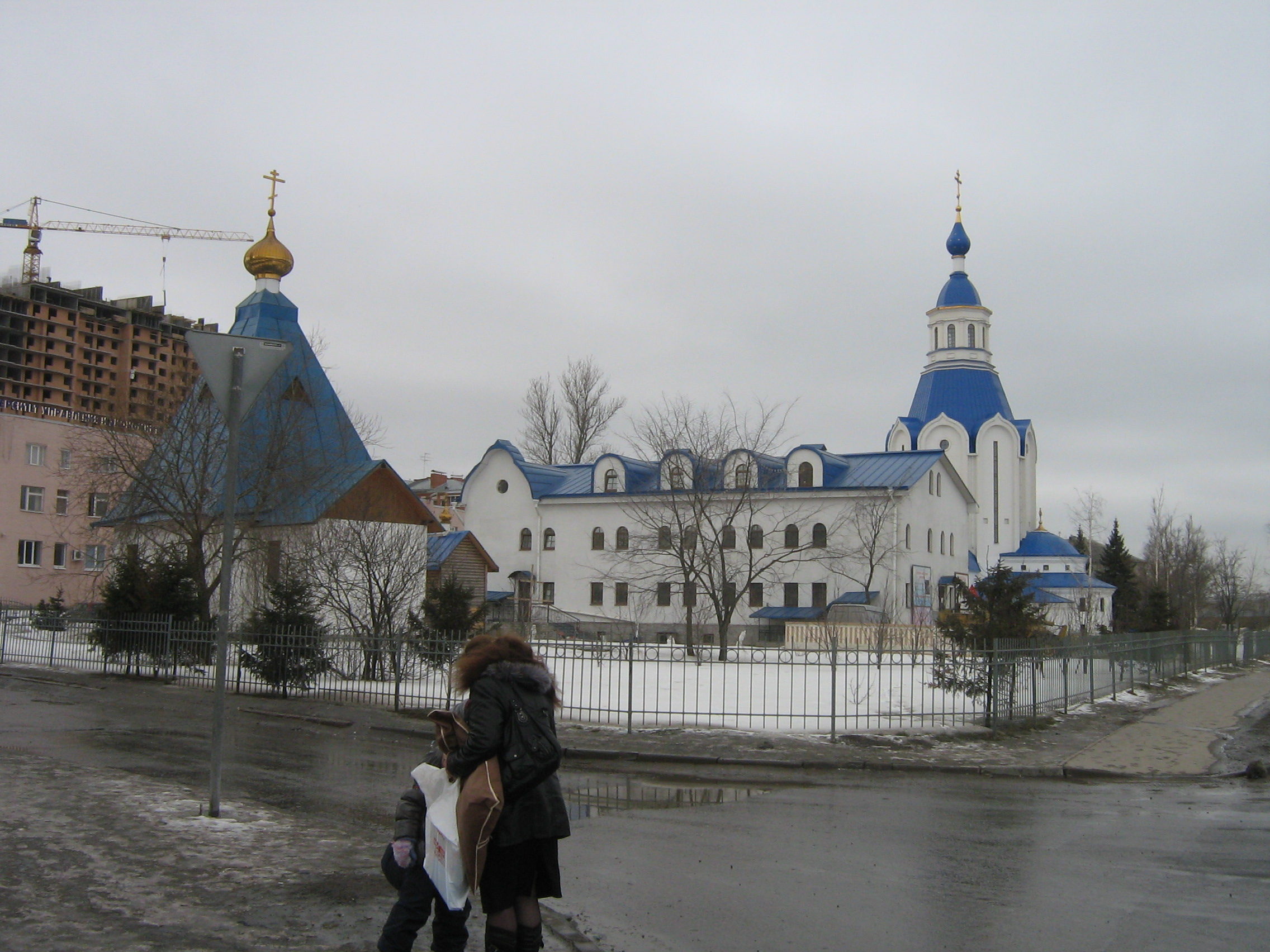
Церковь в Шушарах. 2012 год
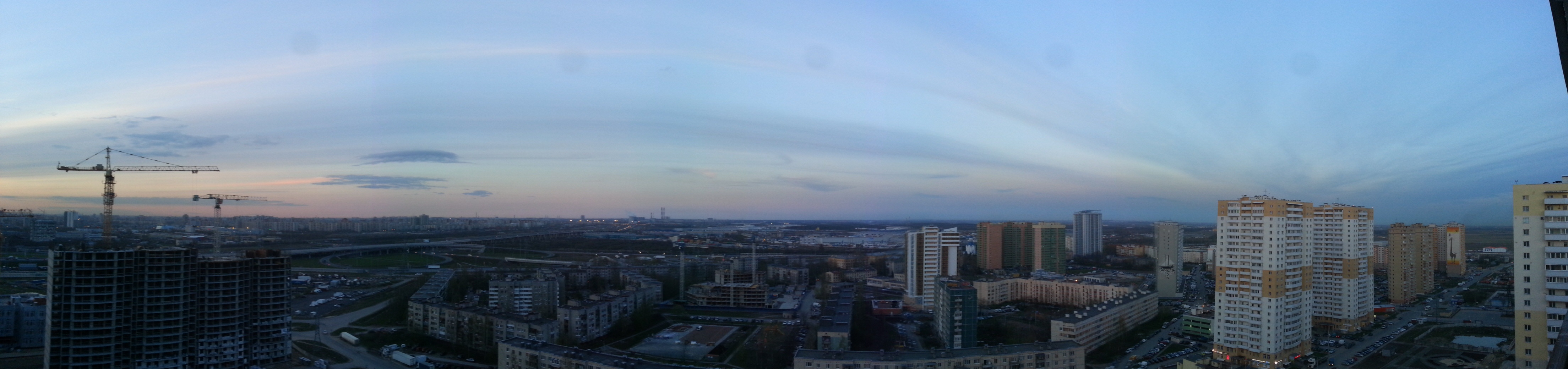
Панорама пос. Шушары. Видны (слева направо): развязка КАД, старые Шушары, церковь, улица Вишерская. 2015 год
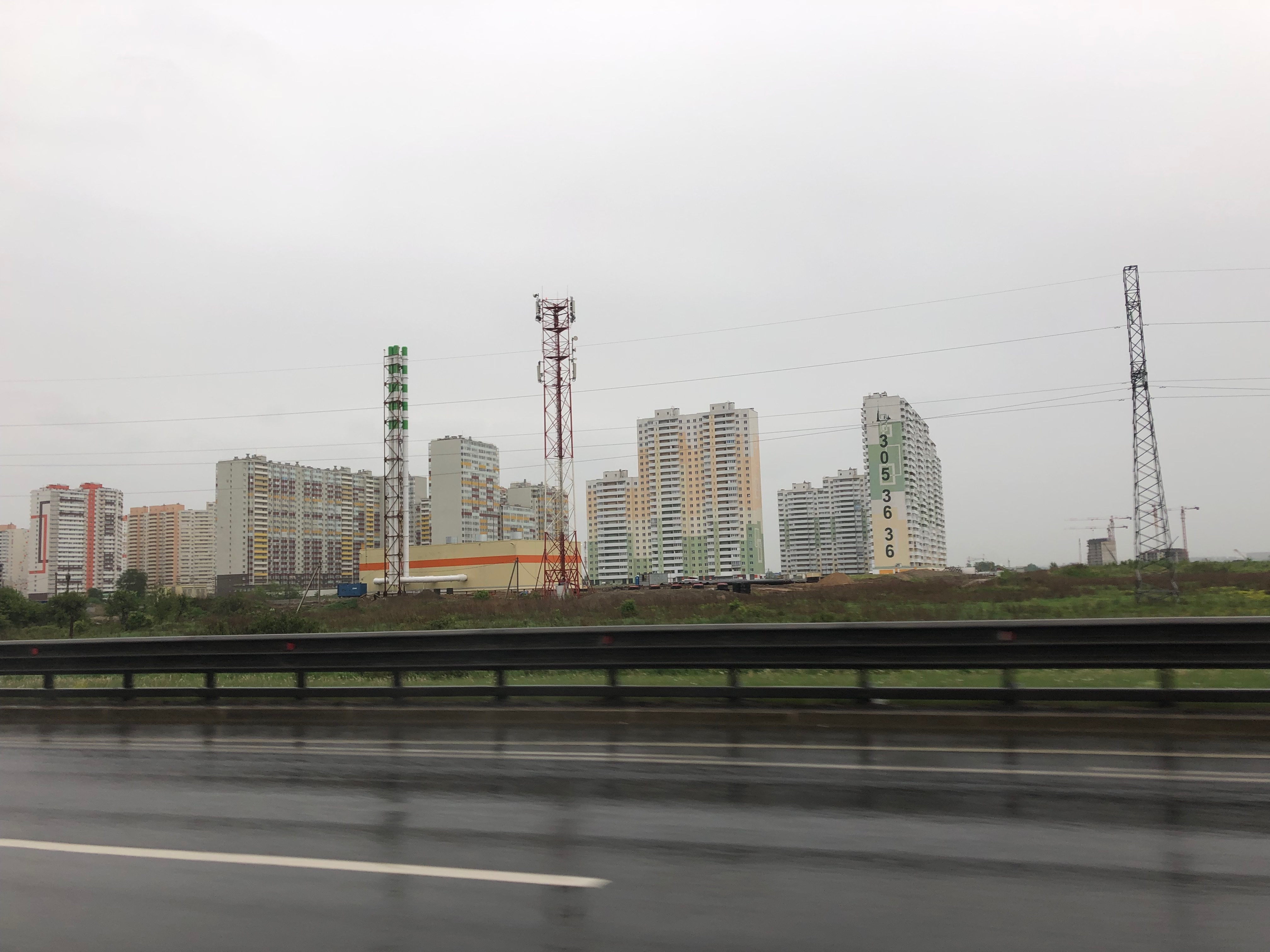
Шушары. 2019 год
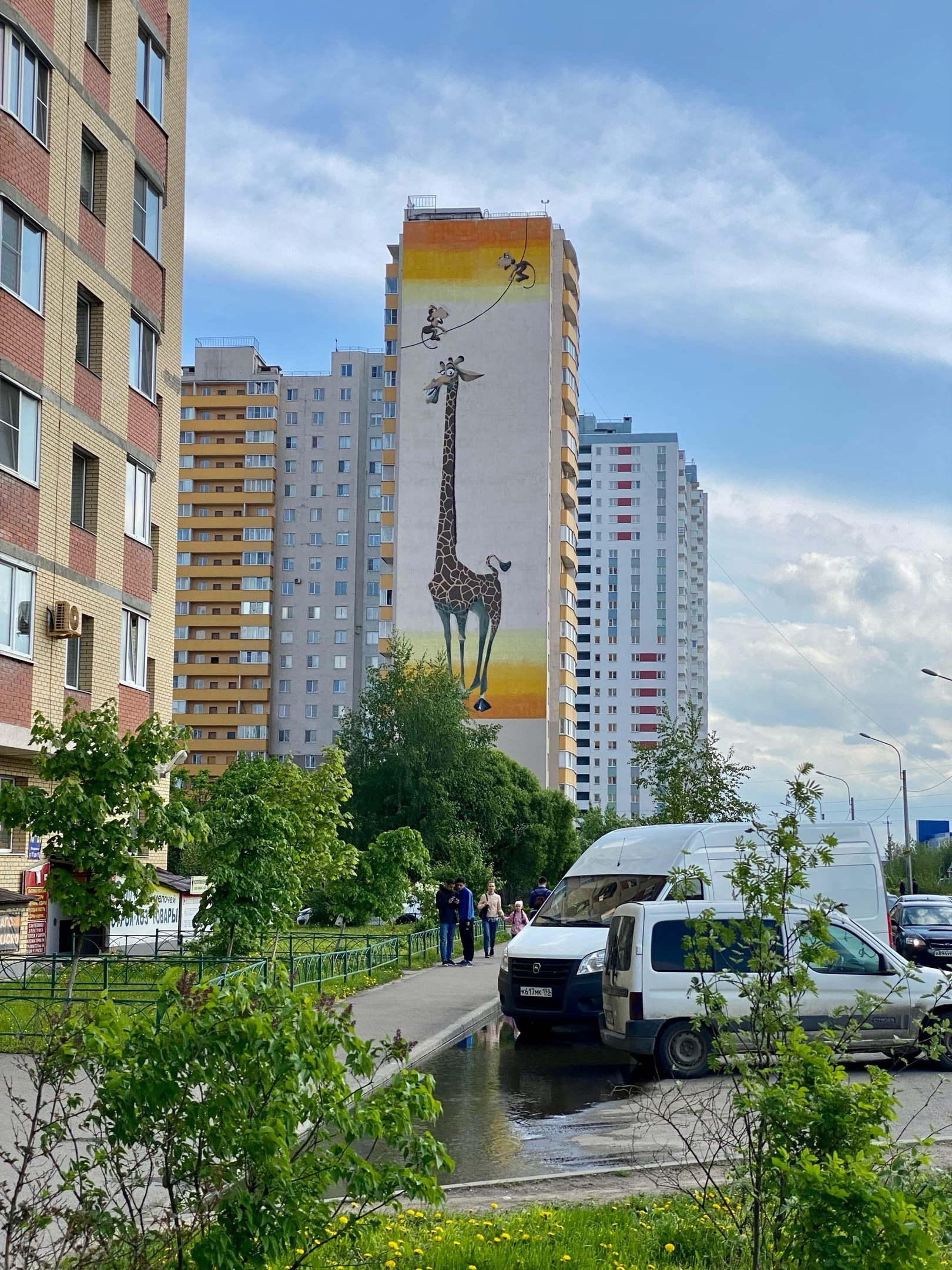
Дом с жирафом. 2021 год